# Wirtschaftsorganisation Ost
Die Wirtschaftsorganisation Ost war mit etwa 20.000 Mitarbeitern eine der größten wirtschaftlichen Behörden des Deutschen Reiches im Nationalsozialismus. Ihre Aufgabe bestand in der Ausbeutung der im Deutsch-Sowjetischen Krieg besetzten Gebiete. Hauptziel war, Treibstoff und Getreide zu beschaffen, die betriebliche Produktion zu steigern, der Einsatz der Zivilbevölkerung als Zwangsarbeiter vor Ort oder die Verschleppung als Ostarbeiter ins Reich. Ziel war, die Wehrmacht möglichst aus dem besetzten Land zu versorgen, die Kriegsproduktion zu erhöhen und die deutsche Bevölkerung zu ernähren.

## Gründung
Am 19. Februar 1941 besprachen Reichskanzler Adolf Hitler und Reichsmarschall Hermann Göring, wie die Besatzungspolitik im geplanten Krieg gegen die Sowjetunion auszurichten sei. Die Vorlage des OKH sah eine reine Militärverwaltung vor, die wirtschaftlichen Fragen eine nur geringe Bedeutung zumaßen. Vom Leiter des Wehrwirtschafts- und Rüstungsamtes, General der Infanterie Georg Thomas im OKW, lag dagegen eine Denkschrift zu den wirtschaftlichen Fragen der Operationen im Osten vor.
Thomas erhielt den Auftrag, die konzeptionellen Grundlagen für die „Wirtschaftsorganisation Ost“ zu entwickeln. Sie sollte alle zivilen wirtschaftlichen Ressorts der Besatzungsverwaltung und auch die entsprechenden Dienststellen der Wehrmacht zusammenfassen. Auf diese Weise sollte unter der Schirmherrschaft Görings die bisher bestehende weitgehende Autonomie der drei Wehrmachtteile beschnitten werden sowie die Kompetenzen des Reichswirtschaftsministeriums im besetzten Gebiet beschränkt werden. OKW und Vierjahresplanbehörde sollten unter Einschaltung der Industrie eine einheitliche Wirtschaftsverwaltung errichten. Nach Thomas’ Organisationsentwurf bestand die „Hauptaufgabe der Organisation in der Erfassung von Rohstoffen und in der Übernahme aller wichtigen Betriebe. Für die letzte Aufgabe würden zweckmäßigerweise von Anfang an zuverlässige Persönlichkeiten deutscher Konzerne eingeschaltet werden, da nur mit Hilfe ihrer Erfahrungen von Beginn an erfolgreiche Arbeit geleistet werden könne (z. B. Braunkohle, Erz, Chemie, Erdöl).“
Die Außenorganisation der Wirtschaftsverwaltung sollte noch während der Kampfhandlungen aufgebaut werden und dem Militär unterstehen.
Der Personalbestand der Wirtschaftsorganisation Ost in den besetzten Gebieten der UdSSR, das ein fast doppelt so großes Territorium wie das Reichsgebiet umfasste, betrug im November 1942 mehr als 18.000 Mann, davon 10.000 Landwirtschaftsführer und 8.000 Soldaten und Offiziere. Im Vergleich dazu wurden im Deutschen Reich und allen anderen besetzten Gebieten zur Lenkung der Rüstungs- und Kriegswirtschaft zusammen nur 16.000 Mann eingesetzt.

## Wirtschaftsstab Ost
Göring genehmigte das von Thomas entwickelte Organisationsschema am 19. März 1941. Leitendes Gremium der „Wirtschaftsorganisation Ost“ war der „Wirtschaftsstab Ost“. Er wurde von Generalleutnant Wilhelm Schubert (25. März 1941 bis 30. Juni 1942) bzw. General Thomas (1. Juli bis zum 2. August 1942, kommissarisch) geleitet. Nachdem Thomas zurückgetreten war, wurde sie bis zur Auflösung von General der Infanterie Otto Stapf (3. August 1942 bis 31. Oktober 1944) geführt, der unmittelbar unter den Befehl Keitels trat.
Die wichtigsten Fachabteilungen des Wirtschaftsstabes Ost bildeten die Chefgruppen Landwirtschaft (La), Militär (M), Wirtschaft (W), Arbeit (A) und Betriebsförderung und Berufserziehung (BB). Das Schwergewicht der Arbeit lag bei den zivilen Fachabteilungen Landwirtschaft und Wirtschaft, die weitgehend von den entsprechenden Reichsbehörden dirigiert wurden. So wurde die wichtige Chefgruppe Landwirtschaft von dem Ministerialdirektor im Reichsernährungsministerium, Hans-Joachim Riecke, Parteimitglied seit 1925 und Gruppenführer der SA, geleitet. Ministerialdirektor Gustav Schlotterer, einer der engsten Mitarbeiter von Reichswirtschaftsminister Walther Funk, übernahm die Chefgruppe Wirtschaft. Die Entsendung von über 1 Mio. Zivilarbeitern aus dem Besatzungsgebiet wurde von der Chefgruppe Arbeit geleitet, die wegen der kritischen Versorgungssituation der Zivilbevölkerung Nahrungsmittelversorgung der Arbeitskräfte und ihrer Angehörigen durch die Chefgruppe BB.
Zur besseren Koordination der wirtschaftlichen Maßnahmen gehörten die Abteilungsleiter des Wirtschaftsstabes Ost seit Herbst 1941 auch dem Ostministerium an.
Bis 1943 war der größte Teil von Aufgaben und Personal des Wirtschaftsrüstungsamtes des OKW an das Reichsministerium für Bewaffnung und Munition gegangen. Sein verbliebener Rest wurde zum „Feldwirtschaftsstab“ umbenannt, mit dem der Rest der vormaligen Wirtschaftsstab Ost Organisation ab 1. November 1944 zusammengelegt wurde.

## Außenorganisation in den Besatzungsgebieten
Der Wirtschaftsorganisation Ost unterstanden fünf Wirtschaftsinspektionen (WiIn), die ihrerseits 23 Wirtschaftskommandos und 12 Außenstellen im besetzten Gebiet der Sowjetunion leiteten. Die Wirtschaftsinspektionen im Heeresgebiet wurden den Heeresgruppenkommandos zugeordnet.
Für die in den Gebieten der Zivilverwaltung errichteten „Rüstungsinspektionen“ (Reichskommissariat Ostland, Reichskommissariat Ukraine) war der Wirtschaftsstab Ost jedoch nicht zuständig.
Die Wirtschaftskommandos stützten sich bei ihrer Arbeit auf Dienststellen der Abteilung IV Wi (Wirtschaft) bei den Feldkommandanturen und den Armeeoberkommandos. Bei den in der folgenden Grafik aufgeführten Außenstellen handelt es sich um geplante Einsatzgrenzen der Wirtschaftsinspektionen.
| Wi Fü Stab Ost → | Wi Stab Ost → | Wi Inspektionen →     | Wi Kdos →       | Außenstellen |
| ---------------- | ------------- | --------------------- | --------------- | ------------ |
|                  |               | →                     | →Murmansk       | →Archangelsk |
|                  |               | Nord (Riga)           | →Petersburg     | →Wologda     |
|                  |               |                       | →Reval          |              |
|                  |               |                       | →Riga           |              |
|                  |               |                       | →Wilna          |              |
|                  |               | Mitte (Moskau)        | →Gorkij         |              |
|                  |               |                       | →Moskau         | →Rybinsk     |
|                  |               |                       |                 | →Jaroslaw    |
|                  |               |                       | →Tula           | →Brjansk     |
|                  |               |                       | →Minsk          |              |
|                  |               | Süd (Kiew)            | →Charkow        | →Kursk       |
|                  |               |                       |                 | →Woronesch   |
|                  |               |                       | →Stalingrad     |              |
|                  |               |                       | →Rostow am Don  |              |
|                  |               |                       | →Stalino        |              |
|                  |               |                       | →Kiew           |              |
|                  |               |                       | →Dnepropetrowsk | →Kertsch     |
|                  |               |                       |                 | →Sewastopol  |
|                  |               |                       | →Odessa         |              |
|                  |               |                       | →Kischinew      |              |
|                  |               |                       | →Lemberg        |              |
|                  |               | z. b. V. (Hessen)     | →z. b. V.       | →z. b. V.    |
|                  |               |                       |                 | →z. b. V.    |
|                  |               | →z. b. V. (Westfalen) | →Grosny         |              |
|                  |               |                       | →Baku           |              |
|                  |               |                       | →Tiflis         | →Batumi      |
|                  |               |                       | →Krasnodar      |              |

Abkürzungen und Symbole:

Wi Fü Stab: Wirtschaftführungsstab

Wi Stab: Wirtschaftsstab

Wi Kdo: Wirtschaftskommando

→: Unterstellung

## Wirtschaftsunternehmen
Eine Vielzahl von privaten oder halbstaatlichen Ostgesellschaften wurden befristet zu Treuhändern erklärt, die Monopole für ganze Branchen erhielten, unter anderen:
- Zentralhandelsgesellschaft Ost für landwirtschaftlichen Absatz und Bedarf m.b.H. (ZO)
- Berg- und Hüttenwerksgesellschaft Ost m.b.H. (BHO) (russische Kohlen- und Eisenwirtschaft sowie Eisenerzbergbau)
- Ost-Faser-Gesellschaft m.b.H. (russische Spinnstoffwirtschaft)
- Ostland-Faser-Gesellschaft m.b.H. (Tochtergesellschaft der Ost-Faser-Gesellschaft m.b.H mit Sitz in Riga)
- Spinnfaser-Ukraine-Gesellschaft m.b.H
- Energieversorgung Ukraine G.m.b.H. (EVU) (Monopolbetrieb der Elektrizitätswirtschaft)
- Energiebau Ost G.m.b.H.
- Wirtschaftseinsatz Ost G.m.b.H. (WEO)
- Steine und Erden Ost G.m.b.H.
- Chemie-Ost G.m.b.H.
- Ostgesellschaft für Pflanzenkautschuk und Guttapercha m.b.H.
- Südost-Montan AG

Mit den Ölquellen auf sowjetischem Gebiet befasste sich die schon länger bestehende Kontinentale Öl AG.
Außerdem wurde eine Vielzahl von Treuhändern für Einzelbetriebe ernannt.
In diesen vom Reichswirtschaftsministerium, den Industrieverbänden und einzelnen Firmen getragenen Ostgesellschaften bzw. Monopolgesellschaften wurde eine neue Form der Zusammenarbeit von Staat und Privatwirtschaft entwickelt. Unter staatlicher Regie stehend wurden sie in privatwirtschaftlicher Form betrieben. Nach Kriegsende sollten sie, wie Hitler und Göring mehrfach versicherten umfassend privatisiert werden.
Nach einem Bericht des Beauftragten Martin Bormanns beim OKW in Minsk vom Mai 1942, plünderten die Monopolgesellschaften das Land aus und müssten viel enger der zivilen Verwaltung unterstellt werden, in ihnen „tobe sich die Wirtschaftspartei aus“ und die politisch fragwürdigen Angestellten bekämen unglaublich hohe Gehälter.
Nach eigenen Angaben erfasste die ZO bei einem Umsatz von 3 Milliarden Reichsmark bis zum 31. März 1944 unter anderem 9,2 Millionen Tonnen Getreide (einschließlich 0,2 Millionen Tonnen Hülsenfrüchte), von denen 5,7 Millionen Tonnen an die Wehrmacht gingen und 1,1 Millionen Tonnen an deutsche Dienststellen und die einheimische Bevölkerung.

## Wirtschaftsführungsstab Ost
Dem Wirtschaftsstab Ost wurde ein „Wirtschaftsführungsstab“ (WiFüStOst) vorangestellt. Er hatte die Aufgabe, diese Behörde über ihr Leitungsgremium „Wirtschaftsstab Ost“ mit den Behörden des Vierjahresplans zu koordinieren.
Der Vorsitz im WiFüStOst oblag Göring und seinem Stellvertreter, dem Staatssekretär Paul Körner vom Amt des Beauftragten für den Vierjahresplan

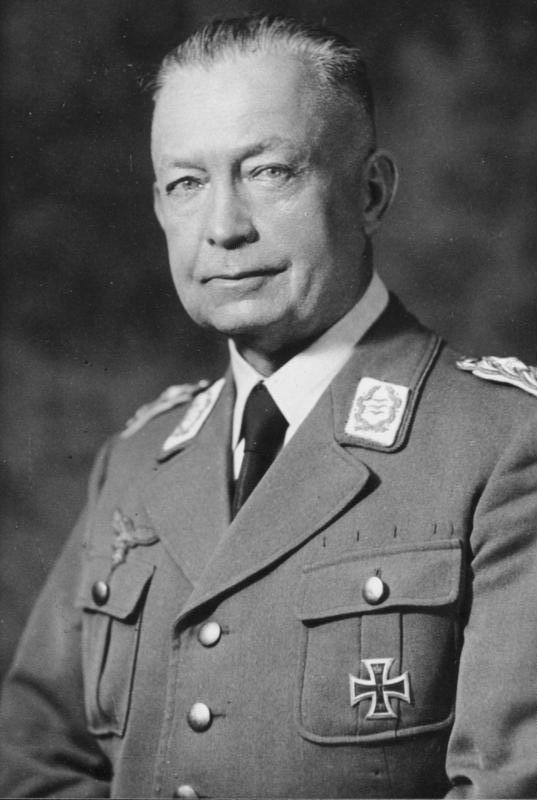
General Wilhelm Schubert, 1941

Neben Göring und Körner waren die ursprünglichen ständigen Mitglieder:
- Staatssekretär Herbert Backe vom Reichsministerium für Ernährung und Landwirtschaft,
- Staatssekretär Hermann von Hanneken vom Reichsministerium für Wirtschaft,
- Staatssekretär Friedrich Alpers vom Reichsforstamt und
- General der Infanterie Georg Thomas,

dem Federführung und praktische Arbeit oblagen, und dem Generalleutnant Wilhelm Schubert unterstellt war.
Bald danach kamen weitere ständige Mitglieder des WiFüStOst hinzu:
- Staatssekretär Friedrich Syrup vom Reichsministerium für Arbeit,
- Staatssekretär  Friedrich Landfried vom Reichsministerium für Wirtschaft,
- Staatssekretär Erich Neumann von der Vierjahresplanbehörde,
- Staatssekretär Wilhelm Kleinmann vom Reichsministerium für Transport und Verkehr und
- Generalleutnant Rudolf Gercke, Chef des Transportwesens im Oberkommando des Heeres.

Im Wirtschaftsführungsstab Ost wurde die so genannte Grüne Mappe erstellt, die alle wesentlichen ökonomischen Daten des zu erobernden Gebietes und die wichtigsten Zielsetzungen für dessen wirtschaftliche Ausbeutung enthielt.